# Глёг
Глёг (от швед. glögg, фин. glögi) — горячий напиток из красного вина с добавлением пряностей, распространённый в период Рождества в Финляндии, Швеции, Эстонии и Латвии.

## История
В скандинавских странах горячее вино было распространённым напитком по крайней мере с XVI века. Первоначально глёг употреблялся посыльными и почтальонами, трудившимися в холодную погоду. С начала XIX века глёг стал распространённым зимним напитком, который смешивали и подогревали с соками, сиропами, а иногда с небольшим количеством крепкого алкоголя или пунша.
Глёг пришёл в Финляндию из Швеции. Финское слово glögi происходит от шведского слова glögg, которое, в свою очередь, происходит от словосочетания glödgat vin или «горячее вино». В конце XIX века глёг пили, смешивая с вином, но из-за сухого закона потребление глёга почти полностью прекратилось. Когда в 1930-х годах запрет был снят, глёг рекламировался в финско-шведских журналах, а в 1950-х и 1960-х годах употребление глёга стало финско-шведской традицией. В конце 1960-х и начале 1970-х годов рецепты глёга стали появляться и в финскоязычных журналах, после чего глёг стал рождественской традицией во всей Финляндии.
Несмотря на историческую популярность глинтвейна (hõõgvein) в Эстонии, глёг (glögi по-эстонски) распространился в этой стране только в 1980-х и 1990-х годах, в основном через Финляндию, а местное коммерческое производство глёга было налажено 1995 году.

## Традиции употребления
Глёг, ассоциирующийся в первую очередь со Швецией, также популярен в Дании, Норвегии, Финляндии и Эстонии. Он является традиционным скандинавским зимним напитком, особенно популярным в период празднования Рождества.

## Рецепты
Рецепты глёга сильно различаются; обычно его готовят из белого вина или крепких спиртных напитков, таких как бренди или коньяк. Приготовление глёга начинается с кипячения воды и добавления в неё специй. После нескольких минут кипения смесь процеживают и добавляют фруктовый сок, вино или крепкие спиртные напитки. В других вариантах сначала нагревают вино, алкоголь и сахар (не кипятят) и оставляют специи настаиваться в них на ночь. Самые популярные пряности для глёга — это гвоздика, корица, кардамон и имбирь. Другие распространённые ингредиенты могут включать цедру апельсинов или лимонов, изюм или миндаль.
Глёг можно приготовить без использования алкоголя, заменив вино фруктовым или ягодным соком. В магазинах готовый глёг обычно готовят на основе виноградного сока, иногда также сока чёрной смородины, смешанного фруктового сока, яблочного сока или вина. Существуют также более крепкие виды глёгга на основе рома. Готовый глёг из магазина перед употреблением подогревают, но если он на основе вина или с высоким содержанием алкоголя, его не следует нагревать до температуры кипения. Обычно в глёг добавляют цельный миндаль или изюм во время подогрева или непосредственно перед употреблением.